# 斯派斯蘭 (印地安納州)
斯派斯蘭（英語：Spiceland）是一個位於美國印地安納州亨利縣的城鎮。

## 人口
根據2010年美國人口普查的數據，斯派斯蘭的面積為3.71平方千米，當中陸地面積為3.71平方千米，而水域面積為0.00平方千米。當地共有人口890人，而人口密度為每平方千米240人。